# Parasacco (Ferrara)
Parasacco è una frazione di Ferrara di 40 abitanti, facente parte della Circoscrizione 4. L'etimologia deriva dal greco parà, ovvero "presso", e dal latino saccus, cioè "insenatura", quindi l'etimologia è quella di luogo presso un gomito di fiume ed infatti il borgo sorge lungo una svolta del Po di Volano.
Il paese viene citato già negli Statuti Ferraresi del 1287. 

## Monumenti e luoghi d'interesse

### Architetture religiose
- Chiesa di San Carlo Borromeo. Venne menzionata nel 1313 come dedicata a San Leonardo, ricostruita e ridedicata a San Carlo Borromeo.

### Architetture civili
Nelle vicinanze del paese sono ubicate la villa di Filippo Calzolari, chimico ed ex rettore dell'Università degli Studi di Ferrara, e la stalla-fienile della "possessione Tassona" del 1798.

### Altri punti di interesse
A Parasacco era presente anche un grande platano alto circa 15 metri e vecchio di tre secoli, ma attorno al 2010 è stato abbattuto, in quanto morto.
La via principale si chiama Via Del Platano.